# Jack Daniel's Lovers
I Jack Daniel's Lovers sono stati un gruppo musicale rock italiano originario di Bologna.
Il loro stile era basato su una solida matrice rock and roll con innesti blues e swing.
Nella loro carriera, oltre a decine di date in tutta Italia e numerose apparizioni sulle TV nazionali, aprirono concerti per Blasters e Stray Cats facendo un tour in Unione Sovietica nel 1989.

## Storia del gruppo
Si sono formati nel 1987 dall'iniziativa di Jack "Billo" Campagna e Piero Balleggi (ex Neon). 
Dopo la partecipazione alla Rassegna Indipendenti del 1988 pubblicarono l'album d'esordio, Stay Out of Jail nel 1989. L'album fu  prodotto da Steve Berlin dei Los Lobos e da Piero Balleggi, su componeva di brani originali con l'aggiunta della cover I'm on Fire di Jerry Lee Lewis. Le sessioni in studio videro anche la partecipazione di David Hidalgo dei Los Lobos, Dave Alvin dei Blasters e Lee Allen (sax di Fats Domino e Little Richard). L'album ottenne buoni consensi da parte della critica ma pochi fuori dall'Italia, essendo il disco distribuito da Ricordi solo sul mercato domestico.
In seguito rimase nel gruppo Piero Balleggi che con una nuova formazione pubblicò il secondo album Per non crescere mai con testi in italiano. Si aggiudicarono il secondo posto su Rai Uno al Canzoniere per l'estate 1993. L'avventura del gruppo terminò l'anno dopo.

## Formazione
- Jack "Billo" Campagna  (voce)
- Piero "Perry" Balleggi (pianoforte, voce)
- Andy Carrieri (chitarra)
- Cesare "Chesy" Ferioli  (batteria)
- Lucky Parmeggiani (basso)
- Massimo Benassi (chitarra)

## Discografia

### Album
- 1989 - Stay Out of Jail (Lakota Music/Ricordi)
- 1993 - Per non crescere mai (WEA)